# Nowy Wiśnicz

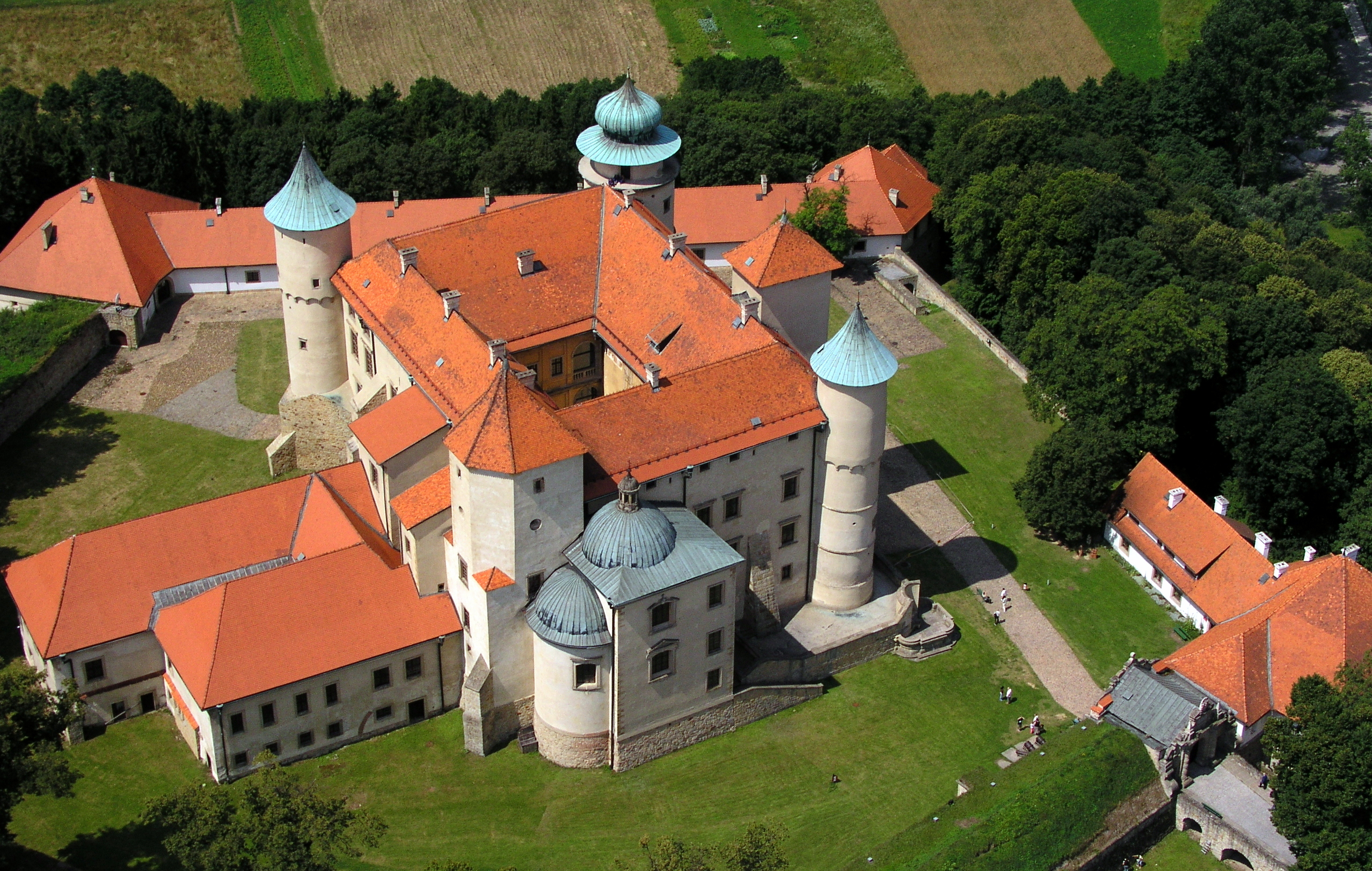
Zamek w Wiśniczu

Nowy Wiśnicz (do 10 grudnia 1965 Wiśnicz Nowy) – miasto w woj. małopolskim, w powiecie bocheńskim, siedziba gminy miejsko-wiejskiej Nowy Wiśnicz. Położone jest na Pogórzu Wiśnickim przy drodze wojewódzkiej nr 965 z Bochni do Limanowej, w odległości 8 km od Bochni.
Nowy Wiśnicz uzyskał lokację miejską w 1616 roku, zdegradowany w 1934 roku, ponowne nadanie praw miejskich w 1995 roku. W latach 1976–1982 miejscowość była siedzibą gminy Nowy Wiśnicz-Lipnica. W latach 1975–1998 miejscowość administracyjnie należała do woj. tarnowskiego.

## Historia

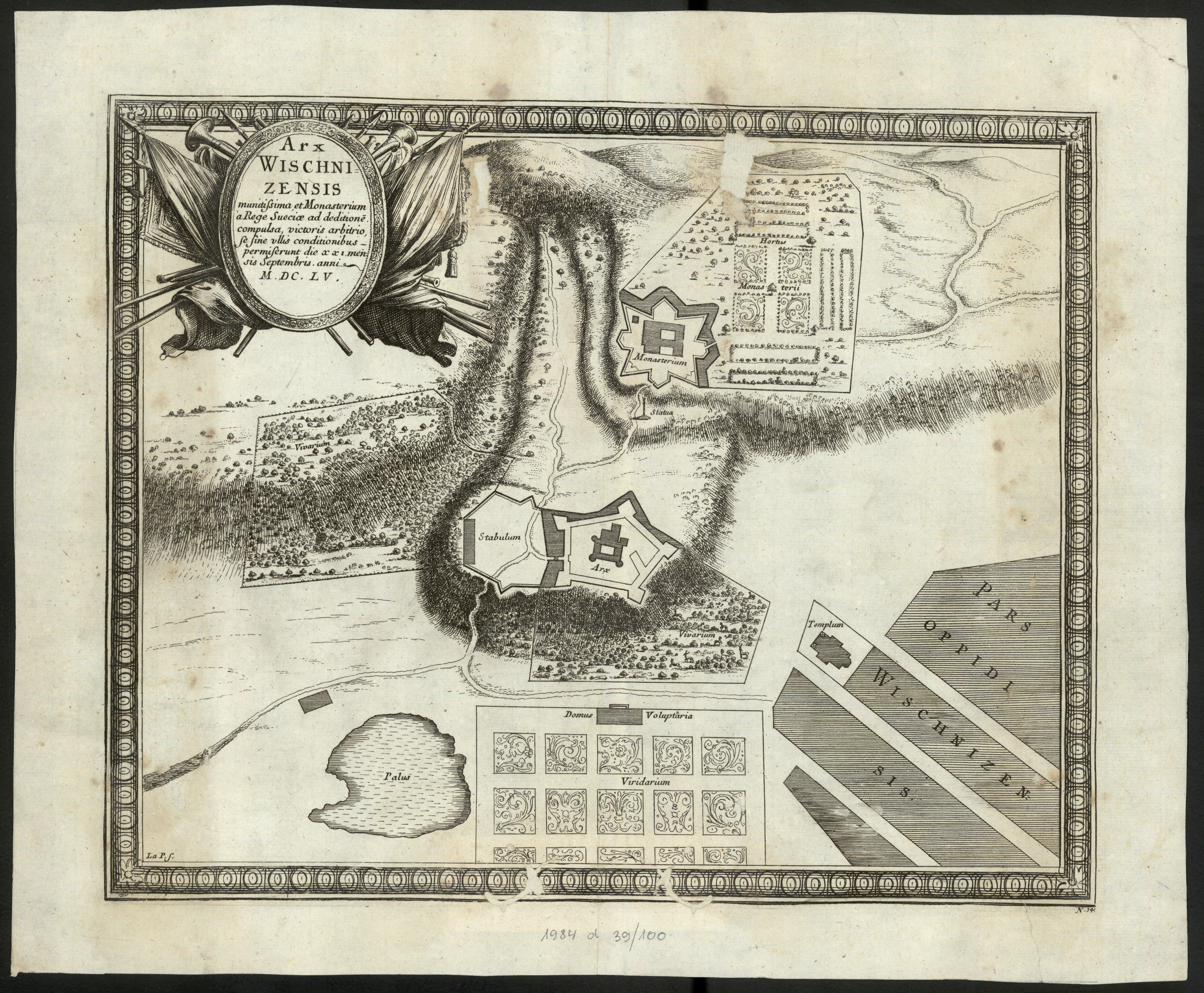
Plan Wiśnicza z czasów potopu szwedzkiego

W XII wieku Nowy Wiśnicz był notowany jako wieś klasztorna. W XIV wieku był własnością Kmitów, a następnie Lubomirskich. Prawa miejskie otrzymał w 1616 roku za sprawą Stanisława Lubomirskiego. W założonym przez siebie mieście Lubomirski ufundował barokowy kościół farny i ratusz. Jako wotum za zwycięstwo pod Chocimiem w 1621 r. na wzgórzu obok zamku Stanisław wybudował klasztor karmelitów bosych. Znaczną część drewnianej zabudowy miasta strawił wielki pożar 3 lipca 1863.
W maju 2020 roku za pomnik historii uznany został zespół architektoniczno-krajobrazowy położony na obszarze Nowego Wiśnicza, Starego Wiśnicza i Leksandrowej z zabytkowym ratuszem i kościołem pw. Wniebowzięcia NMP, zamkiem i dawnym klasztorem oo. karmelitów bosych, w którym obecnie mieści się Zakład Karny Nowy Wiśnicz.
W czasie II wojny światowej w rejonie Nowego Wiśnicza działał 12 Pułk Piechoty Armii Krajowej regionalny oddział Armii Krajowej, który przeprowadził 26 lipca 1944 roku Akcję Wiśnicz – atak na niemieckie więzienie, który był jedną z największych akcji uwolnienia więźniów przez polskie podziemie przeprowadzonej w czasie niemieckiej okupacji Polski  .

## Demografia

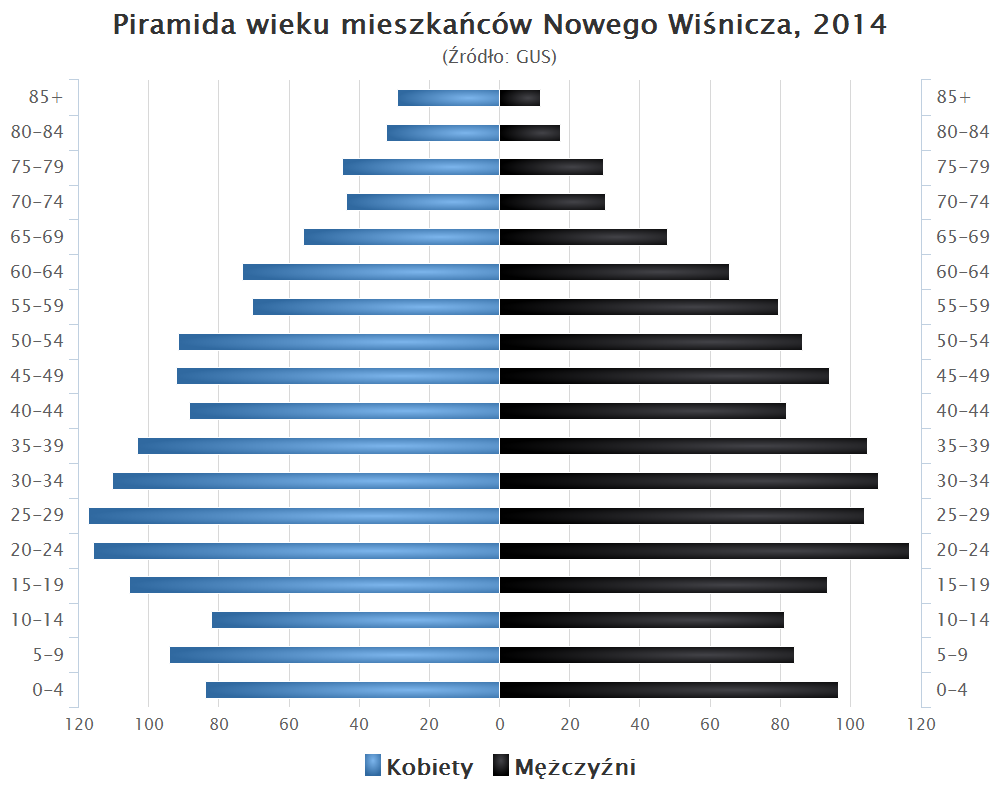
Piramida wieku mieszkańców Nowego Wiśnicza w 2014 roku

## Zabytki

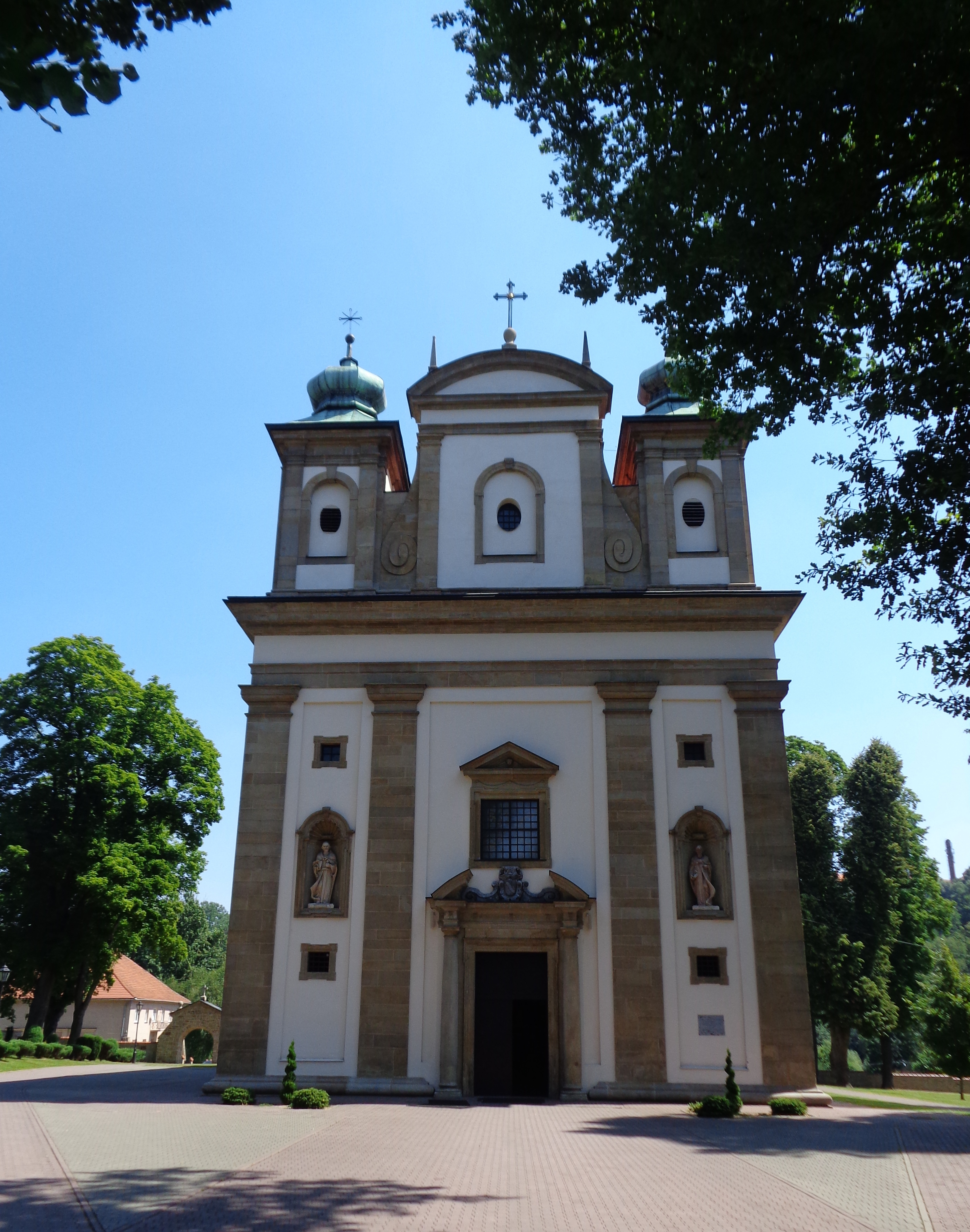
Kościół parafialny pw. Wniebowzięcia Najświętszej Marii Panny

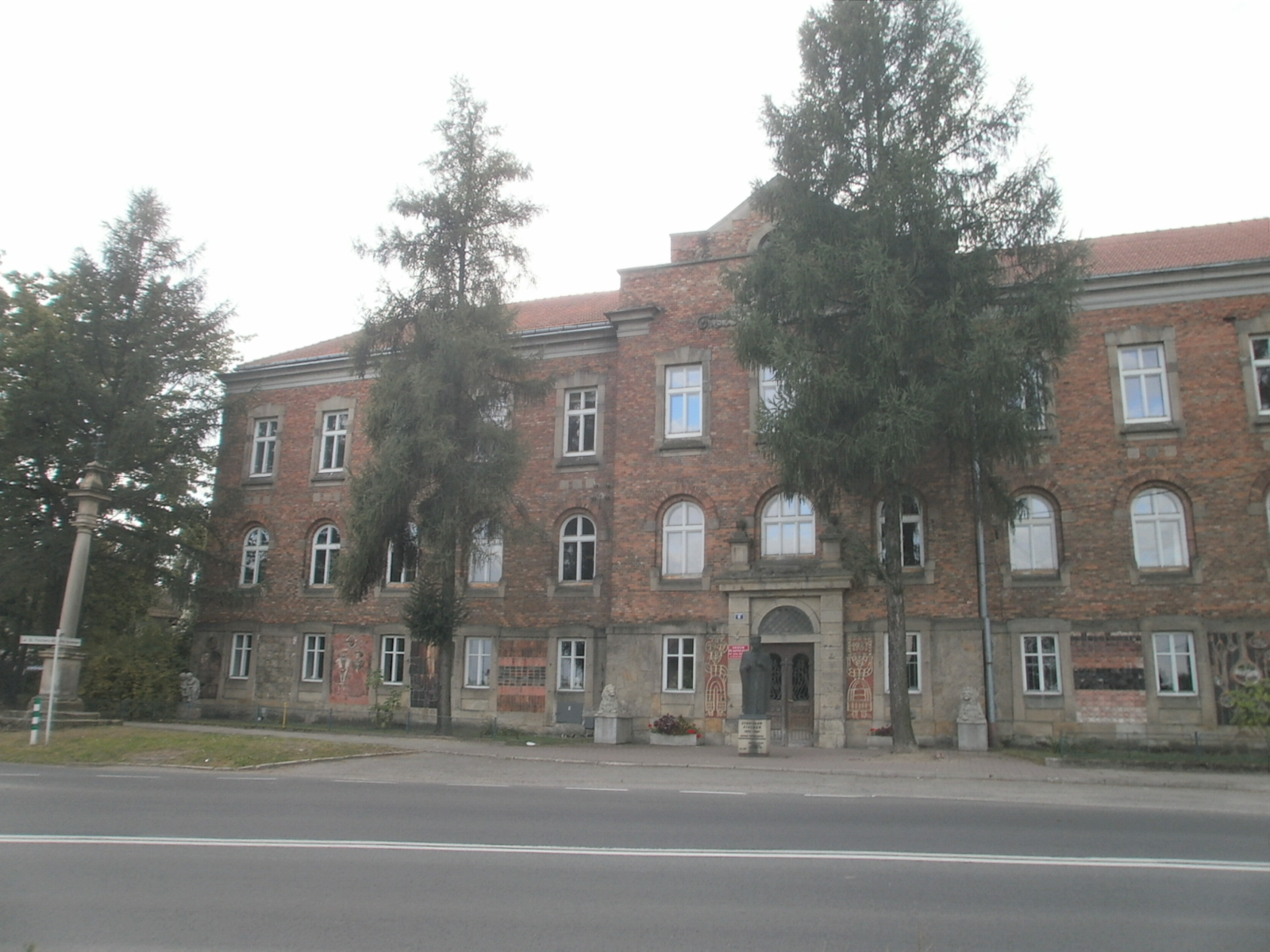
Budynek Liceum Sztuk Plastycznych w Nowym Wiśniczu

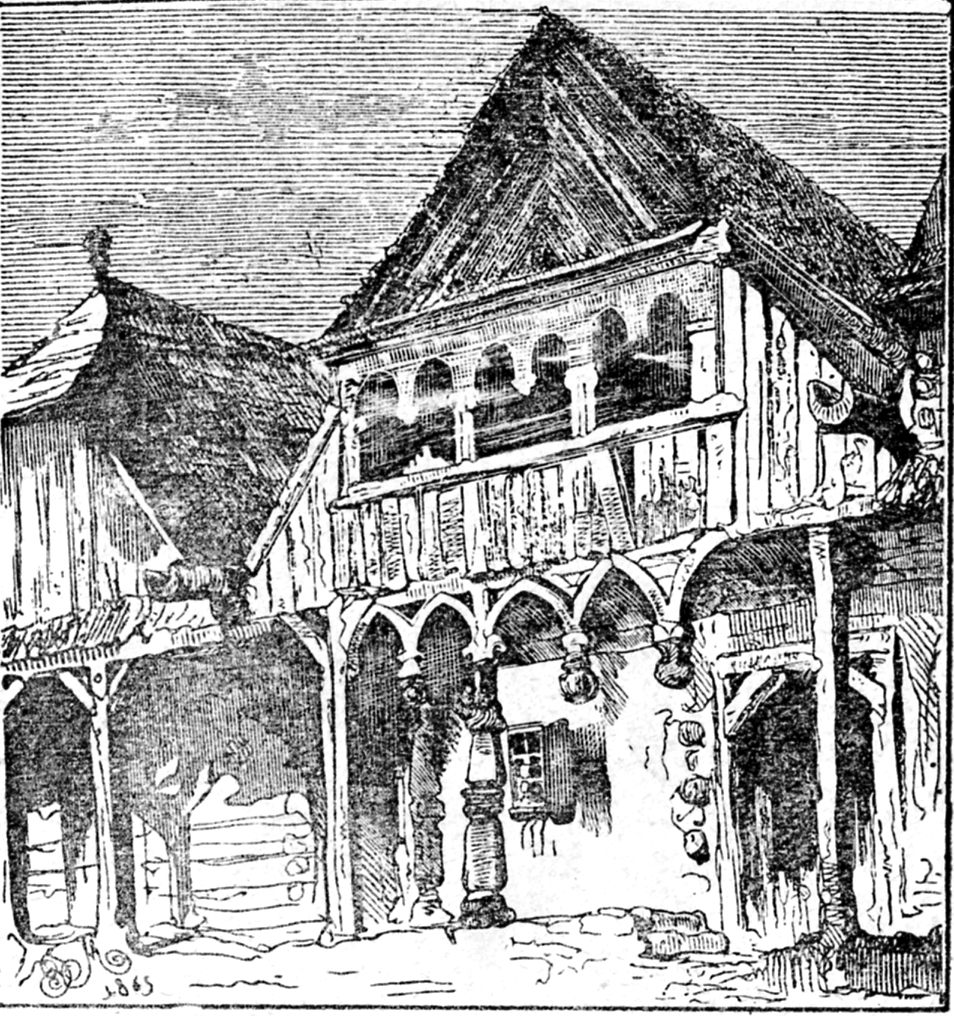
Jeden z drewnianych domów w Nowym Wiśniczu na rysunku Jana Matejki

Obiekty wpisane do rejestru zabytków nieruchomych województwa małopolskiego.
- układ urbanistyczny,
- zespół kościoła parafialnego pw. Wniebowzięcia NMP z 1620 roku:
  - kościół,
  - plebania,
  - dzwonnica,
  - ogrodzenie z 2 bramkami,
  - cmentarz przykościelny,
  - starodrzew,
- zespół poklasztorny karmelitów z 1 poł. XVII w.:
  - ruina kościoła pokarmelickiego pw. św. Józefa i Zaślubin NP Marii
  - zabudowania poklasztorne (obecnie więzienie),
- cmentarz żydowski,
- cmentarz wojenny,
- kapliczka przydrożna z figurą św. Jana Nepomucena, drewniana, przy drodze do zamku z 2 poł. XVIII wieku,
- fortyfikacje bastionowe,
- ratusz miejski,
- dworek „Koryznówka”.
- sąd, obecnie liceum (PLSP), ul. Grunwaldzka 278 (Bocheńska 6) z lat 1911–1912,
- dom, Rynek 13, XVIII/XIX,
- dom, Rynek 20, XVII, XX wiek,

## Inne zabytki
- dom Macieja Trapoli z XVII w.,

Nieistniejące:
- kościół Karmelitów pw. Chrystusa Zbawiciela z lat 1622–1630, zburzony przez Niemców w latach 1942–1944,
- drewniana, podcieniowa zabudowa rynku (uwieczniona przez Jana Matejkę).

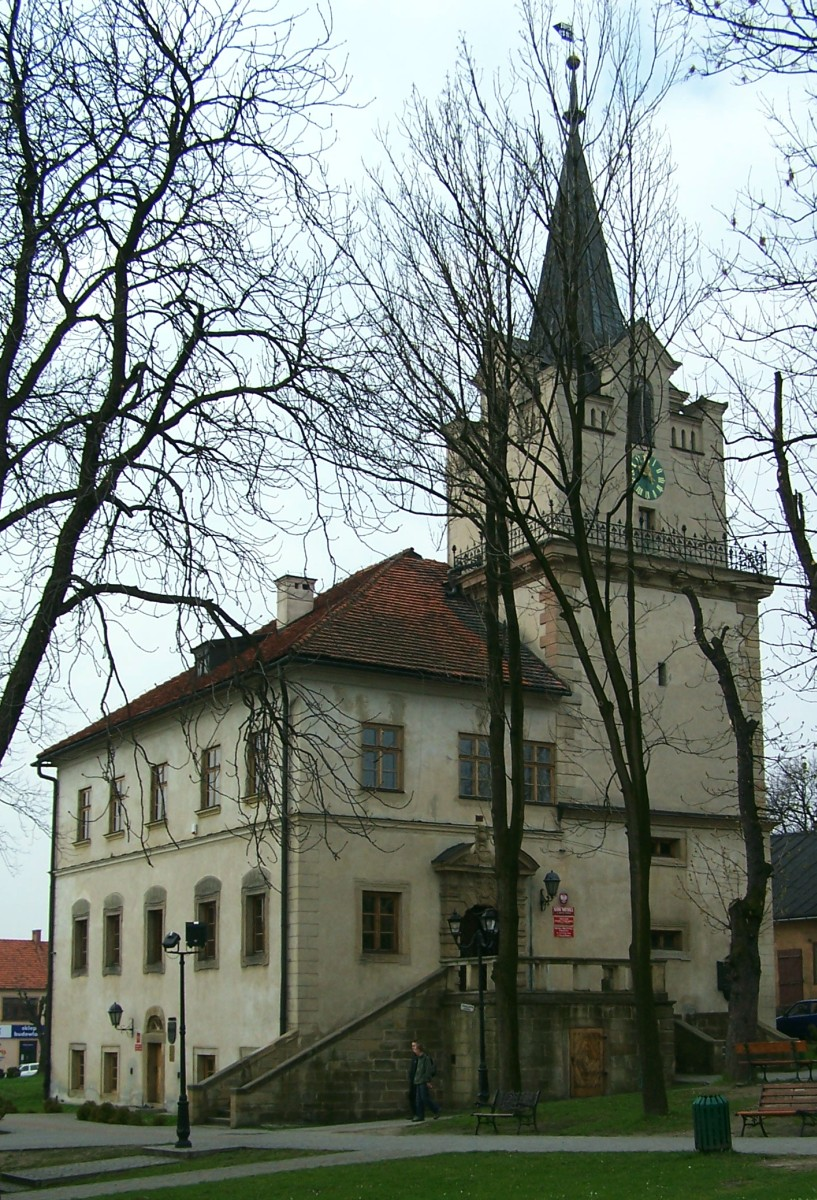
Ratusz miejski w Nowym Wiśniczu

## Przyroda i turystyka
Miasto leży na obszarze Wiśnicko-Lipnickiego Parku Krajobrazowego. W bliskiej okolicy znajduje się kilka obiektów chronionej przyrody:
- rezerwat przyrody Kamień-Grzyb, z głazem w kształcie grzyba o wysokości ok. 7 m, znajdujący się na południe od Nowego Wiśnicza,
- pomnik przyrody Kamienie Brodzińskiego z grupą ciekawych kształtem skał zbudowanych z piaskowca istebniańskiego, na wzniesieniu Paprotna, położony na granicy Lipnicy Murowanej i Rajbrotu,
- Skałki Chronowskie – pomnik przyrody nieożywionej; wychodnie piaskowca znajdujące się w wierzchowinowych partiach Kobylej Góry (na terenie wsi Chronów, przy granicy z Borówną).

Szlaki turystyczne: niebieski: Bochnia – Nowy Wiśnicz – Kamień-Grzyb – Paprotna (obok Kamieni Brodzińskiego) – Rajbrot – Łopusze – Przełęcz Rozdziele – Widoma – góra Kamionna – Pasierbiecka Góra – Tymbark.

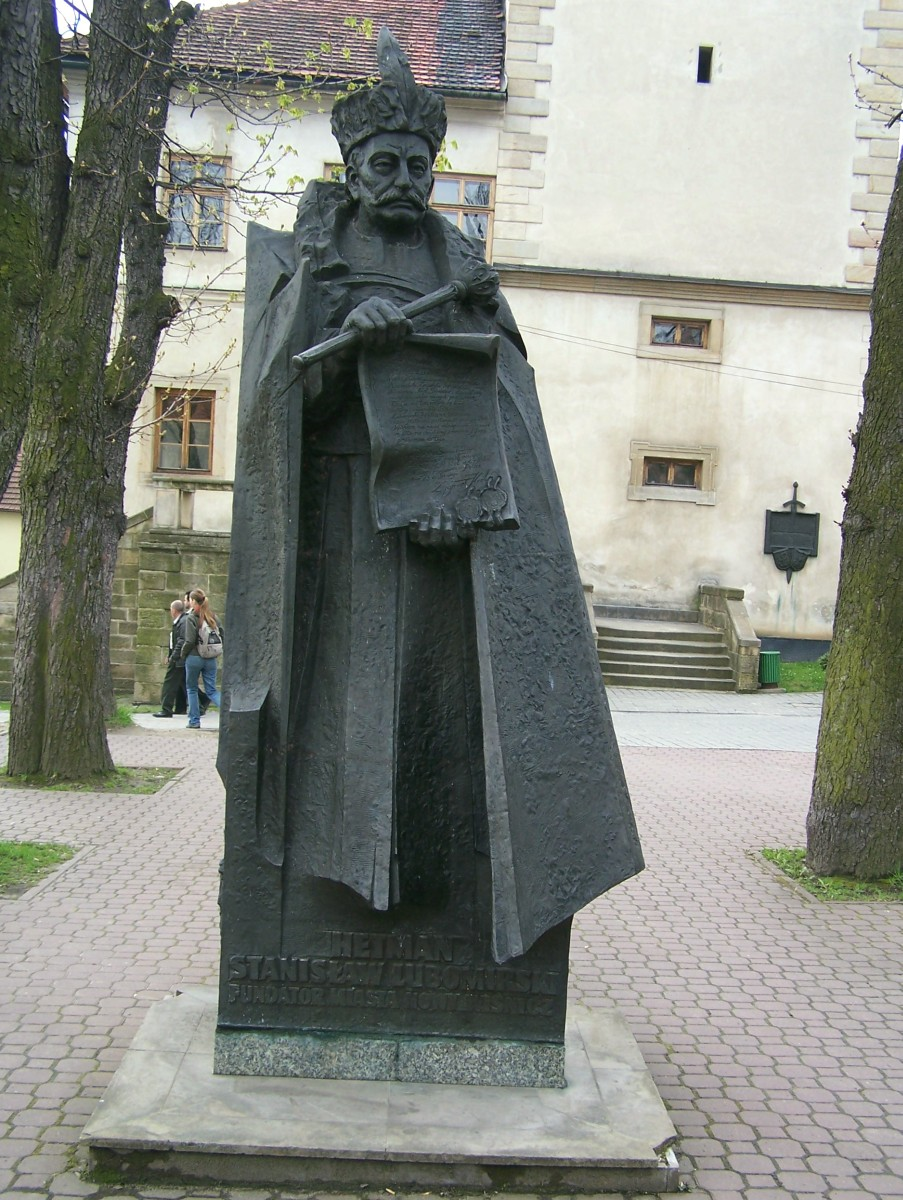
Pomnik hetmana Stanisława Lubomirskiego-założyciela miasta, usytuowany przed ratuszem